# Terzolle
Il torrente Terzolle era in origine un affluente del fiume Arno, ora è un affluente del torrente Mugnone (a sua volta affluente dell'Arno); compie il suo breve tragitto tra i comuni di Firenze e Sesto Fiorentino.
La sorgente è situata nei pressi di Cercina, al confine tra Firenze e Sesto Fiorentino. Dopo un percorso di circa un chilometro e mezzo, nel mulino all'altezza del piccolo centro abitato di Serpiolle, il Terzolle si congiunge al piccolo torrente Terzollina. Due vie sono state dedicate all'incontro di questi due piccoli corsi d'acqua: via del Mulino e via Nuova del Mulino.
Il Terzolle attraversa poi il rione di Rifredi, che deriva il suo nome proprio dalle fredde acque del Terzolle (che veniva chiamato Rio freddo), che in inverno raggiungono temperature molto basse (5-6 °C). Dopo aver attraversato il Ponte di Mezzo, il Terzolle si unisce al Mugnone, all'altezza del Ponte di San Donato. Il corso d'acqua prosegue mantenendo il nome di Mugnone fino alla confluenza nel fiume Arno all'altezza del Ponte all'Indiano. 
In origine il Terzolle sfociava in Arno in un punto vicino all'attuale Ponte alla Vittoria.
Oggigiorno si assiste al degrado ambientale del tratto cittadino del torrente: la mancanza di cure nei confronti delle acque del Terzolle rischia di danneggiare irreversibilmente quel corso d'acqua, che ha caratterizzato la vita del rione di Rifredi, che per tanti anni si è dovuto difendere dalle sue piene.
Il nome Terzolle è di origine romana in quanto al tempo di Florentia romana si trovava al terzo miglio in direzione nord.

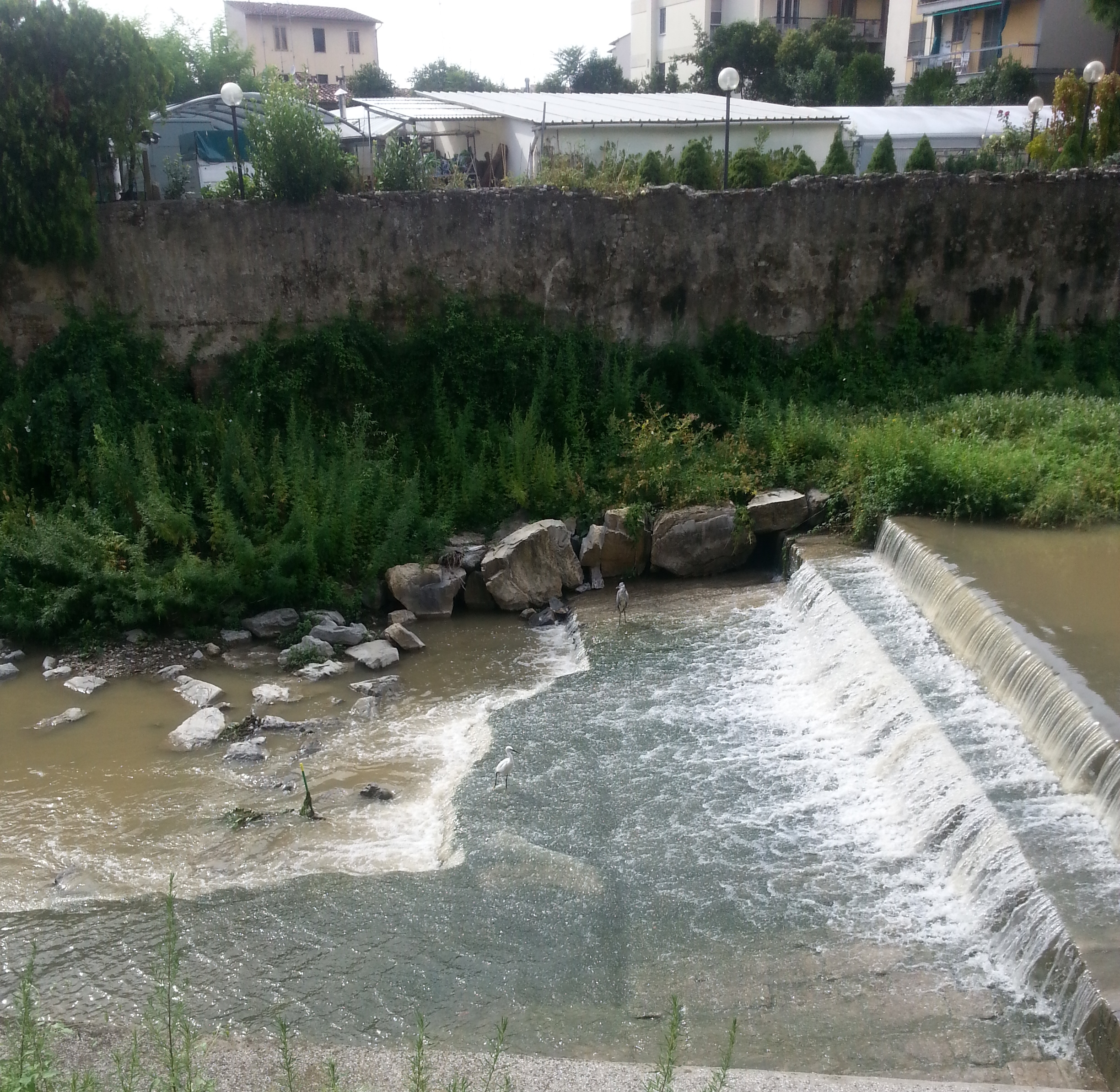
Torrente Terzolle

## L'area protetta
Adiacente al sito di interesse comunitario del Monte Morello, l'area naturale protetta di interesse locale (ANPIL) del Terzolle è stata proposta nel 2004 (Del. G.R. 154 del 
23 novembre 2004), su una superficie di 1.927 ettari nei comuni di Firenze, Vaglia e Sesto Fiorentino, sul versante est del Monte Morello a circa 500 m s.l.m.. L'area conserva zone boschive di tipo mediterraneo e ambienti rurali in cui si alternano costruzioni e colture di pregio; questo paesaggio è scandito da cipressi e olivi.